# Welsh Open (Snooker)
Die Welsh Open sind ein professionelles Snookerturnier mit dem Status eines Weltranglistenturniers.

## Geschichte
Im Jahr 1992 wurde das Turnier in das Weltranglisten-Ranking aufgenommen. Es ersetzte die Welsh Professional Championship, die seit 1980 ausgetragen wurden, auf denen es jedoch keine Weltranglistenpunkte gab. Gesponsert wurde das Turnier zwölf Jahre lang von Regal, einer Tabakmarke von Imperial Tobacco.
Bis 2022 wechselte das Turnier in größeren Abständen zwischen den benachbarten Städten Newport und Cardiff an der Südküste von Wales hin und her. 2023 wechselte es nach Llandudno ganz im Norden.
Die meisten Turniersiege bei den Welsh Open erzielte der Schotte John Higgins, der 2018 seinen fünften Sieg holte.
Seit der Saison 2016/17 ist die Welsh Open ein Teil der Home Nations Series, zusammen mit der Northern Ireland Open, Scottish Open und der 2016 neu eingeführten English Open.
Seit 2017 trägt der Siegerpokal zu Ehren von Ray Reardon den Namen Reardon-Trophy.
Während der COVID-19-Pandemie fanden in der Saison 2020/21 fast alle Turniere unter besonders geschützten Bedingungen in Milton Keynes statt. Die Welsh Open waren das erste Turnier, das davon abwich und wieder nach Wales zurückkehrte.

## Sieger
| Jahr                                  | Austragungsort                        | Sieger                                | Ergebnis                              | Finalist                              | Hauptsponsor                          | Saison                                |
| Welsh Open – Ranglistenturnier-Status | Welsh Open – Ranglistenturnier-Status | Welsh Open – Ranglistenturnier-Status | Welsh Open – Ranglistenturnier-Status | Welsh Open – Ranglistenturnier-Status | Welsh Open – Ranglistenturnier-Status | Welsh Open – Ranglistenturnier-Status |
| ------------------------------------- | ------------------------------------- | ------------------------------------- | ------------------------------------- | ------------------------------------- | ------------------------------------- | ------------------------------------- |
| 1992                                  | Newport Newport Centre                | Stephen Hendry                        | 9:3                                   | Darren Morgan                         | Regal                                 | 1991/92                               |
| 1993                                  | Newport Newport Centre                | Ken Doherty                           | 9:7                                   | Alan McManus                          | Regal                                 | 1992/93                               |
| 1994                                  | Newport Newport Centre                | Steve Davis                           | 9:6                                   | Alan McManus                          | Regal                                 | 1993/94                               |
| 1995                                  | Newport Newport Centre                | Steve Davis                           | 9:3                                   | John Higgins                          | Regal                                 | 1994/95                               |
| 1996                                  | Newport Newport Centre                | Mark Williams                         | 9:3                                   | John Parrott                          | Regal                                 | 1995/96                               |
| 1997                                  | Newport Newport Centre                | Stephen Hendry                        | 9:2                                   | Mark King                             | Regal                                 | 1996/97                               |
| 1998                                  | Newport Newport Centre                | Paul Hunter                           | 9:5                                   | John Higgins                          | Regal                                 | 1997/98                               |
| 1999                                  | Cardiff International Arena           | Mark Williams                         | 9:8                                   | Stephen Hendry                        | Regal                                 | 1998/99                               |
| 2000                                  | Cardiff International Arena           | John Higgins                          | 9:8                                   | Stephen Lee                           | Regal                                 | 1999/00                               |
| 2001                                  | Cardiff International Arena           | Ken Doherty                           | 9:2                                   | Paul Hunter                           | Regal                                 | 2000/01                               |
| 2002                                  | Cardiff International Arena           | Paul Hunter                           | 9:7                                   | Ken Doherty                           | Regal                                 | 2001/02                               |
| 2003                                  | Cardiff International Arena           | Stephen Hendry                        | 9:5                                   | Mark Williams                         | Regal                                 | 2002/03                               |
| 2004                                  | Cardiff – Welsh Institute of Sport    | Ronnie O’Sullivan                     | 9:8                                   | Steve Davis                           | –                                     | 2003/04                               |
| 2005                                  | Newport Newport Centre                | Ronnie O’Sullivan                     | 9:8                                   | Stephen Hendry                        | –                                     | 2004/05                               |
| 2006                                  | Newport Newport Centre                | Stephen Lee                           | 9:4                                   | Shaun Murphy                          | –                                     | 2005/06                               |
| 2007                                  | Newport Newport Centre                | Neil Robertson                        | 9:8                                   | Andrew Higginson                      | –                                     | 2006/07                               |
| 2008                                  | Newport Newport Centre                | Mark Selby                            | 9:8                                   | Ronnie O’Sullivan                     | –                                     | 2007/08                               |
| 2009                                  | Newport Newport Centre                | Allister Carter                       | 9:5                                   | Joe Swail                             | –                                     | 2008/09                               |
| 2010                                  | Newport Newport Centre                | John Higgins                          | 9:4                                   | Allister Carter                       | totesport.com                         | 2009/10                               |
| 2011                                  | Newport Newport Centre                | John Higgins                          | 9:6                                   | Stephen Maguire                       | Wyldecrest                            | 2010/11                               |
| 2012                                  | Newport Newport Centre                | Ding Junhui                           | 9:6                                   | Mark Selby                            | 888真人                               | 2011/12                               |
| 2013                                  | Newport Newport Centre                | Stephen Maguire                       | 9:8                                   | Stuart Bingham                        | BetVictor                             | 2012/13                               |
| 2014                                  | Newport Newport Centre                | Ronnie O’Sullivan                     | 9:3                                   | Ding Junhui                           | BetVictor                             | 2013/14                               |
| 2015                                  | Cardiff – Motorpoint Arena            | John Higgins                          | 9:3                                   | Ben Woollaston                        | BetVictor                             | 2014/15                               |
| 2016                                  | Cardiff – Motorpoint Arena            | Ronnie O’Sullivan                     | 9:5                                   | Neil Robertson                        | BetVictor                             | 2015/16                               |
| Welsh Open – Home Nations Series      |                                       |                                       |                                       |                                       |                                       |                                       |
| 2017                                  | Cardiff – Motorpoint Arena            | Stuart Bingham                        | 9:8                                   | Judd Trump                            | Coral                                 | 2016/17                               |
| 2018                                  | Cardiff – Motorpoint Arena            | John Higgins                          | 9:7                                   | Barry Hawkins                         | ManBetX                               | 2017/18                               |
| 2019                                  | Cardiff – Motorpoint Arena            | Neil Robertson                        | 9:7                                   | Stuart Bingham                        | ManBetX                               | 2018/19                               |
| 2020                                  | Cardiff – Motorpoint Arena            | Shaun Murphy                          | 9:1                                   | Kyren Wilson                          | ManBetX                               | 2019/20                               |
| 2021                                  | Newport – Celtic Manor                | Jordan Brown                          | 9:8                                   | Ronnie O’Sullivan                     | BetVictor                             | 2020/21                               |
| 2022                                  | Newport – ICC                         | Joe Perry                             | 9:5                                   | Judd Trump                            | BetVictor                             | 2021/22                               |
| 2023                                  | Llandudno – Venue Cymru               | Robert Milkins                        | 9:7                                   | Shaun Murphy                          | BetVictor                             | 2022/23                               |
| 2024                                  | Llandudno – Venue Cymru               | Gary Wilson                           | 9:4                                   | Martin O’Donnell                      | BetVictor                             | 2023/24                               |
| 2025                                  | Llandudno – Venue Cymru               | Mark Selby                            | 9:6                                   | Stephen Maguire                       | BetVictor                             | 2024/25                               |